# Gチェンジャー
Gチェンジャー（ジーチェンジャー）は、1995年から1996年にかけてバンダイの組み立て式玩具シリーズ「元祖SDガンダム」を中心に展開されたSDガンダムのシリーズ作。

## 概要
SDコマンド戦記の後を受ける形で新たに生まれたシリーズで、別の世界観であるが同じくミリタリー風の舞台設定を取り入れている。企画意図は、SDガンダムで初期の「メタルダー」の様な作劇を演りたいというもの。その他にも「変形」を大きなテーマとして据えており、元祖SDガンダムにて立体化された際にも極力差し替えを用いない複雑な変形機構がそのまま再現されているのが特徴となっている。
登場人物のモチーフは主に『機動武闘伝Gガンダム』『新機動戦記ガンダムW』に登場したモビルスーツが用いられている。プレイステーション用ソフト『SDガンダム オーバーギャラクシアン』（バンダイ）では、Gチェンジャーのシナリオが収録されている。また、コミックボンボン誌にて漫画連載の予定もあったが、これ以上ガンダム物を増やすとマリオ等が扱えないと講談社側から抗議され立ち消えとなっている。物語自体は、商品化された元祖SDの売上が振るわなかったこともあり完結には至っていない。
騎士・武者などその他のSDガンダム世界との直接の世界観の繋がりは存在しないが、カードダスコンプリートボックス「SDガンダム アルティメットバトル2」にてSDコマンド戦記のキャラクターであるコマンドガンダムとキャプテンガンダムのGチェンジャーとしての姿が公開されている。

## あらすじ
遠い別の宇宙にある銀河の星「Gアース」ではかつて悪の神ガンメフィストによって生み出されたメカや兵器が破壊の限りを尽くしていた。しかしそれを見かねた創造主ガンファウストはメカ達の破壊本能を封印してガンメフィストを追放、そしていつしかMS型の人類達は戦いを忘れて平和に暮らすようになっていった。
それから長い年月が過ぎたある時、Gアース連邦軍の将軍ジェネラルマスターはガンメフィストの闇に取り込まれ、デスマスターとして自らをかつての兵器の姿に戻すプログレスウェーブを発動し、それを操ることで瞬く間に軍を掌握する。だが、自らの意思で変形することが出来た特別部隊オルグ・ゼリバー隊のフェニックスゴッドはいち早く軍の異変を察知し単身軍を脱出、裏切り者として全軍から追われる身となってしまう。たった一人で連邦軍に戦いを挑むフェニックスゴッドだったが、その最中に同じく正気を保ったまま変形能力を持った4人の仲間たちと出会う。そして彼らはいつしか"Gチェンジャー"と呼ばれるようになっていった。
Gチェンジャーとデス・フォースと名を改めた連邦軍の戦いは激化し、謎の戦士シャドーシュピーゲルによって鍛えあげられたGチェンジャー達は激戦の末将軍デスマスターの撃破に成功する。その数日後、宇宙から宇宙軍リーダーであるキャリバートールギス率いる5人の新たなGチェンジャーが現れる。彼らの任務は反逆者であるフェニックスゴッド達の抹殺であった。しかしGチェンジャー同士の戦いの中、彼らは軍が悪の心に支配されていること、そしてGアースの支配者である影将軍デビルエピオンの存在に気がつく。こうして和解した地上と宇宙のGチェンジャー達は共に戦うことを誓い、全宇宙の平和を守る新たなる戦いの幕が切って落とされようとしていた…。

## 登場人物
括弧内はモチーフとなった兵器・キャラクター。ただし、モチーフについて公式には発表されていないので諸説ある。

### Gチェンジャー
フェニックスゴッド（ゴッドガンダム）
Gチェンジャー・ゴッドチームのリーダー。元Gアース連邦軍特殊部隊オルグ・ゼリバー隊のエースで、かつてのマスターに軍人として鍛えあげられた過去がある。飛行形態のゴッドスラッシャーに変形する。ノーベルという妹がいるが本編未登場。
必殺技：ゴッドエンブレム
元祖SD：No.0070（Gチェンジャー1）
フレイムマックス（ガンダムマックスター）
元ストリートボクサー。戦闘機形態のマックスウイナーや戦車形態のマックスブレイザーに変形する。
必殺技：トライキャノン
元祖SD：No.0077（Gチェンジャー4）
アイアンボルト（ボルトガンダム）
Gアース連邦軍の退役軍人。伝説の巨人の異名を持つ。飛行形態のボルトクラッシャーに変形する。
必殺技：ガイアゲイザー
元祖SD：No.0075（Gチェンジャー3）
トルネードドラゴン（ドラゴンガンダム）
流浪のGチェンジャー。野山で動物達と隠棲している。飛行形態のドラゴンライザーに変形する。
必殺技：トルネード・ワインダー
元祖SD：No.0071（Gチェンジャー2）
ストリームローズ（ガンダムローズ）
美形のGチェンジャー。飛行形態のローズストライカーや戦艦形態のローズプランジャーに変形する。
必殺技：エクセレントビット
元祖SD：No.0078（Gチェンジャー5）

### Gアース連邦軍（デス・フォース）
将軍デスマスター（マスターガンダム）
Gアース連邦軍の将軍にしてデス・フォースの指揮官。ガンメフィストの暗黒面に取り込まれてGアース支配に乗り出す。
特殊な笛の音で兵器に変形させられたMS達を意のままに操り、戦力としている。
影将軍デビルエピオン（ガンダムエピオン）
陰でデス・フォースを操る真の支配者。

#### 陸軍（デス・アーミーズ軍団）
カーネル・ジ・オング（ジオング）
大佐。
コーポラル・シャーゲル・ググ（ゲルググ）
サージャント・マ・ギャン（ギャン）
牛ガンダム
うしガンダム。陸軍の猛者。興奮すると敵味方お構いなしに猪突猛進してしまう。ゲームオリジナル。

#### 海軍（デス・ネービーズ軍団）
アドミラル・アビゴール（アビゴル）
将軍。勝利の為には手段を選ばない。
コーポラル・コンティオー（コンティオ）
サージャント・ゾ・ロアット（ゾロアット）
ダークスネーク
コブラ戦士。海軍でもピカ一の冷酷さ。ゲームオリジナル。

#### 空軍（デス・エアフォース軍団）
マーシャル・ガブス・レイ（ガブスレイ）
将軍。軍随一の実力者。
コーポラル・ハンブ・ラビ（ハンブラビ）
サージャント・キュベレー（キュベレイ）
スパークキュベレイ
冷酷非情な女戦士。ガブス・レイの地位を狙っている。ゲームオリジナル。

#### 宇宙軍（デス・スペーシーズ軍団）
キャリバートールギス（トールギス）
元宇宙軍特佐にして、デス・スペーシーズを率いるエリート戦士。後に部下たちと共にデス・フォースに反旗を翻す。武装形態・白銀の流星キャリバーや飛行形態のキャリバークルーザーに変形する。
元祖SD：No.0079（Gチェンジャー6）
サイバーウイングゼロ（ウイングガンダムゼロ）
宇宙のGチェンジャー・ウイングチームのリーダー。X（クロス）・ファイターなどの形態に変形する。生き別れの双子の弟がいる。
必殺技：サイバード・ゼロ
元祖SD：No.0083（Gチェンジャー8）
デスサイズスティル（ガンダムデスサイズヘル）
死神の異名を持つ戦士。隠密活動を得意とする。ドリルモービル形態のデス・ハウンドやステルス飛行形態のデス・ストーカーに変形する。
元祖SD：No.0080（Gチェンジャー7）
ヘビーアームズマグナ（ガンダムヘビーアームズ）
重武装形態のマグナ・デトネイターや重戦車形態のヘビー・クローラーに変形する。
元祖SD：No.0084（Gチェンジャー9）
サンドロック
シェンロン
キラーアーミー
トールギスが去った後に宇宙軍を束ねている精鋭戦士。ゲームオリジナル。

### その他
シャドーシュピーゲル（ガンダムシュピーゲル）
Gチェンジャーを指導する歴戦の勇者。
ケロ4・ザゴック
ケロフォー・ザゴック。どの軍にも属さない落ちこぼれの戦士。変形することで陸海空それぞれに対応できる。ゲームオリジナル。
サンダーウイングゼロ
オルグ・ゼリバー部隊の戦士。兄のサイバーウイングゼロとは生き別れとなっていた。ゲームオリジナル。
ジェネラル・ノベンタ・ガンダム（ノベンタ元帥）
Gアース連邦軍の元帥。ノベンタはスペイン語で「90」の意。
ライズXXガンダム（コマンドガンダム/ガンダムダブルエックス/トゥルーライズ）
『SDコマンド戦記』のコマンドガンダム（コマンドフォーミュラー90）のGチェンジャーとしての姿。Gアース連邦軍の元帥でもあったが、ある時次元の彼方へと消えていった。その後デスマスターの支配が始まったとも言われているが…。
キャプテンガンダムX（キャプテンガンダム/ガンダムX）
かつてのキャプテンガンダムが『新ガンダムフォース グレートパンクラチオン』の後に戻ってきた世界でプログレスウェーブを浴びて変化した姿。